# I Cried (canção de James Brown)
"I Cried" é uma canção escrita por James Brown e Bobby Byrd. Foi originalmente gravada em 1963 por Tammy Montgomery, melhor conhecida como Tammi Terrell, pela gravadora de Brown, a Try Me Records. Foi o primeiro single da cantora a entrar nas paradas, alcançando o número 99 da parada  Billboard Hot 100. Brown reutilizou a progressão musical da canção em seu sucesso de 1966 "It's a Man's Man's Man's World". Em 1971 ele próprio regravou "I Cried", em uma versão arranjada por  Dave Matthews que alcançou o número 15 da parada R&B e número 50 da parada Pop. Foi o single final de Brown lançado pela King Records.